# Дифференциальная система
Дифференциа́льная систе́ма (англ. differential system) — понятие дифференциальной геометрии, линейное пространство векторных полей на многообразии, образующее модуль над кольцом функций).
Например, дифференциальной системой является пространство всех сечений распределения (как подпучка)).
Имеются дифференциальные системы, отвечающие распределениям с особенностями, то есть полям линейных подпространств в касательном пучке ТХ с непостоянной размерностью. Указанные распределения появляются естественным образом при выполнении простейших операций над обычными распределениями. Например, скобка Ли двух распределений есть уже распределение с особенностями).

## Распределение
Для отдельных авторов (например, Штернберг) дифференциальная система — это распределение.
Распределе́ние (англ. distribution) на многообразии {\displaystyle M} — подрасслоение касательного расслоения многообразия.
Другими словами, в каждой точке {\displaystyle x\in M} выбрано линейное подпространство {\displaystyle \Delta _{x}} касательного пространства {\displaystyle T_{x}M}, которое гладко зависит от точки {\displaystyle x}.